# Saab 92
La Saab 92 è la prima autovettura di serie prodotta dalla casa automobilistica svedese Saab dal 1949 al 1956.

## Storia
Disegnata da Sixten Sason, aerodinamica come una carlinga di un aeroplano, possiede un coefficiente cx di penetrazione aerodinamica pari a 0,30. La vettura era costruita mediante una monoscocca portante realizzata in un unico elemento alla quale venivano installate portiere e vetri. La produzione iniziò il 12 dicembre 1949 basandosi sul prototipo UrSaab e ne vennero prodotte in totale circa 20 000 unità. Il propulsore, montato trasversalmente, è un bicilindrico a due tempi raffreddato ad acqua da 764 cm³ di origine DKW da 25 CV che consente alla vettura di raggiungere la velocità massima di 105 km/h. La trasmissione è a tre marce con la prima non sincronizzata e la trazione è affidata alle ruote anteriori.